# Joelho de Porco
Joelho de Porco foi uma banda brasileira de rock formada em 1972 em São Paulo. Famosa por seu ecletismo musical e poético, foi "amadrinhada" pela cantora Aracy de Almeida e precursora da atitude punk no Brasil, sendo uma das bandas mais importantes do rock brasileiro na década de 1970.

## História

### Antecedentes e formação
Em 1965 é formado em São Paulo o grupo The Skeletons, que posteriormente se tornaria Os Abrasivos. Com um repertório de rock instrumental, contava com Fábio Gasparini e Eduardo Zocchi nas guitarras e Próspero Albanese na bateria, inicialmente sem baixista. Mais tarde, o baixista Gerson Tatini, futuro integrante do Moto Perpétuo, banda que revelou Guilherme Arantes, se integra ao grupo.
Ainda na década de 1960, é formado o grupo Mona, com Próspero Albanese, Fábio Gasparini e Gerson Tatini entre seus vários integrantes. Passaram pelo Mona o guitarrista André Geraissati, os irmãos Albino e Pedro Infantozzi, João Paulo de Almeida e Conrado Ruiz.
Em 1966, João Paulo de Almeida convida alguns de seus ex-companheiros de Mona para uma apresentação em um Festival do tradicional colégio Rio Branco, defendendo uma composição de sua autoria. O grupo que se apresentou consistia de João Paulo de Almeida (teclado e vocais), Fabio Gasparini (guitarra), Gerson Tatini (baixo), Prospero Albanese (bateria) e Celso (sanfona muda). O nome "Joelho de Porco" foi sugerido por Fabio Gasparini para esta apresentação, a partir de uma piada do músico, que tinha comido um "Eisbein" (joelho de porco) em um restaurante de culinária alemã e sugeriu, em tom de deboche, que o grupo adotasse o nome, o que acabou sendo aceito pelos outros integrantes.
A banda Joelho de Porco, no entanto, em seu repertório e integrantes mais conhecidos pelo público, surgiu em maio de 1972, quando tocaram no TUCA e era formado por Tico Terpins (violão, voz e guitarra base; ex-integrante de Os Baobás), Próspero Albanese (bateria e vocais), Gerson Tatini (baixista que tocou guitarra por alguns meses em 1972), Rodolfo Ayres Braga (baixo e vocais; ex-integrante de Terreno Baldio e The Jet Blacks), Walter Baillot (guitarra solo; ex-integrante de Provos e Século XX, substituiu Gerson Tatini após convite de Rodolfo Ayres Braga), Conrado Ruiz (guitarra, piano e vocais; ex-Mona) e Flavio Pimenta (bateria e percussão).

### Primeiro compacto eSão Paulo 1554/Hoje
Com esta formação, em 1973, gravaram o compacto simples Se Você Vai de Xaxado, Eu Vou de Rock And Roll/Fly America, produzido pelo ex-Mutantes Arnaldo Baptista, que também participa como músico tocando minimoog.
Três anos depois, o Joelho lançou seu primeiro LP, São Paulo 1554/Hoje; um dos mais elogiados discos do pop da época, misturando rock pesado e referências tropicalistas em faixas como "Boeing 723897" e "Mardito Fiapo de Manga". Participaram Próspero Albanese (voz), Tico Terpins (baixo e vocais), Walter Baillot (guitarras e vocais), Flavio Pimenta (bateria), Sérgio Sá (arranjos, pianos e órgão) e Dudy Guper (percussão). Sem grandes recursos financeiros, os integrantes alugaram o horário noturno do estúdio Vice-Versa em São Paulo, que pertencia ao maestro Rogério Duprat, uma vez que à noite era mais barato.

### Entra Billy Bond e disco homônimo
Em 1976, Albanese abandona a banda após a gravação do LP para se dedicar ao estudo de Direito e em seu lugar, entrou o vocalista (e, em seguida, ator) Ricardo Petraglia, que participou de alguns shows. Logo após, entra o cantor ítalo-argentino Billy Bond, que havia sido líder do grupo de hard rock Billy Bond y La Pesada del Rock and Roll e vinha de uma carreira de produtor de artistas como Sui Generis, Pappo's Blues e do brasileiro Ney Matogrosso. Com Billy, a banda partiria para uma linha mais agressiva, próxima do punk rock que explodia naquela mesma época na Inglaterra. Nesta fase, começa o desmanche da formação original da banda, com a saída dos músicos Conrado Assis Ruiz, Rodolfo Ayres Braga e Walter Baillot. 
Em 1978, o Joelho lançou LP homônimo pela Som Livre. Mesmo com alguma divulgação pela Rede Globo, pouco tempo depois o grupo encerrou suas atividades. Tico Terpins partiu para o mercado dos jingles publicitários, montando o estúdio Audio Patrulha.

### Retorno nos anos 80
Em 1983, Terpins – juntamente com Próspero Albanese e o cantor e compositor Zé Rodrix (ex-Sá, Rodrix e Guarabyra) – remontaram o Joelho, que voltou com o LP duplo Saqueando a Cidade, cujos sucessos são: "Vigilante Rodoviário", "Vai Fundo" e "Funiculi, Funiculá" (versão roqueira da tradicional canção italiana).
Com a participação do vocalista e fotógrafo David Drew Zingg, que se tornaria conhecido na década de 1990 pela coluna que escrevia em inglês e que era publicada na Folha de S.Paulo, sob tradução de Clara Allain, a banda participou do Festival dos Festivais da TV Globo, em 1985 com a canção "A Última Voz do Brasil", se classificando para as finais e tendo ganhado o prêmio de melhor letra do festival.
Em 1988, o Joelho de Porco lançou o LP 18 Anos Sem Sucesso, com repertório do pop americano pré-rock.

### Fim das atividades do grupo
O grupo mantem-se semi-ativo até 1998, quando Tico Terpins morreu em ocorrência de um infarto.
Em 2000, David Drew faleceu devido à falência múltipla de órgãos.
Em 22 de maio de 2009 cantor e compositor Zé Rodrix morreu em São Paulo, aos 61 anos de idade.

## Discografia

### Álbuns de estúdio
- São Paulo 1554/Hoje (1976)
- Joelho de Porco (1978)
- Saqueando a Cidade (1983)
- 18 Anos Sem Sucesso (1988)

### Compactos
- Se Você Vai de Xaxado, Eu Vou de Rock'n'Roll/Fly America (1973)
- La lampara de Edison/Ruiseñor brasilero/Mexico lindo/Boeing 723897 (1977)
- Outra Volta/O Rapé (1978)
- O Rapé/Feijão Com Arroz (1978)
- Supermen/Otravolta (1979)

### Outras gravações
- A Última Voz do Brasil, faixa do LP Festival dos Festivais (1985)
- Подарок (O Presente), faixa do LP Бразилия - Страна Всех Красок (Brasil - País de Todas as Cores) - CBS (num. catálogo 620116) (1986)

## Aparições notáveis na Televisão
- Concerto de Rock (Rede Bandeirantes, 1976)
- Os Trapalhões (Rede Globo, 1978)[6]
- Rock Concert (Rede Globo, 1978)
- Perdidos na Noite (Rede Record, 1984)
- Festival dos Festivais (Rede Globo, 1985)
- Metrópolis (TV Cultura, 1997)
- Jô Soares Onze e Meia, (SBT, 1997)
- Todo Seu (TV Gazeta, 2009)